# Бланца (Севниця)
Бланца (словен. Blanca) — поселення в общині Севниця, Споднєпосавський регіон, Словенія. Висота над рівнем моря: 172,2 м.